# Ataxia brunnea
Ataxia brunnea là một loài bọ cánh cứng trong họ Cerambycidae.